# Emmanuel-Louis de Grossoles de Flamarens
Emmanuel-Louis de Grossolles de Flamarens, né le 7 février 1736 à Montastruc et mort le 1er juillet 1815 à Londres, fut évêque de Cornouaille puis de Périgueux.

## Biographie
Emmanuel-Louis de Grossolles de Flamarens  nait dans le diocèse d'Agen en 1736, il est le fils de Marie Clément Joseph de Grossolles, marquis de Flamarens (vers 1680-1761) et de Marguerite Louise d'Arsens de Bruet (1702 - 1763). 
Il effectue d'abord une carrière d'officier d'artillerie avant de choisir l'état ecclésiastique où il conserve, malgré sa piété, ses allures brusques. Il devient vicaire général de l'évêque de Chartres Pierre Augustin Bernardin de Rosset de Rocozels de Fleury et est désigné comme « évêque de Cornouaille » à Quimper en 1772 confirmé le 14 décembre il est consacré le 17 janvier par Jean-Marc de Royère évêque de Tréguier. Son épiscopat se réduit à trois mois, puis il est transféré à Périgueux en remplacement de Gabriel-Louis de Rougé, décédé.
Peu apprécié dans son nouveau diocèse, et constatant qu'il n'a pas été élu comme député du clergé aux États généraux de 1789, il émigre peu après, laissant le champ libre à la nomination de l'évêque constitutionnel Pierre Pontard. Il refuse de se démettre après la signature du Concordat de 1801 et favorise indirectement la naissance de la Petite Église. Il refuse encore de revenir en France après la première Restauration et meurt infirme à Londres en juillet 1815.